# Marphysa digitibranchia
Marphysa digitibranchia är en ringmaskart som beskrevs av Hoagland 1920. Marphysa digitibranchia ingår i släktet Marphysa och familjen Eunicidae. Inga underarter finns listade i Catalogue of Life.